# Rudolf V. von Sulz

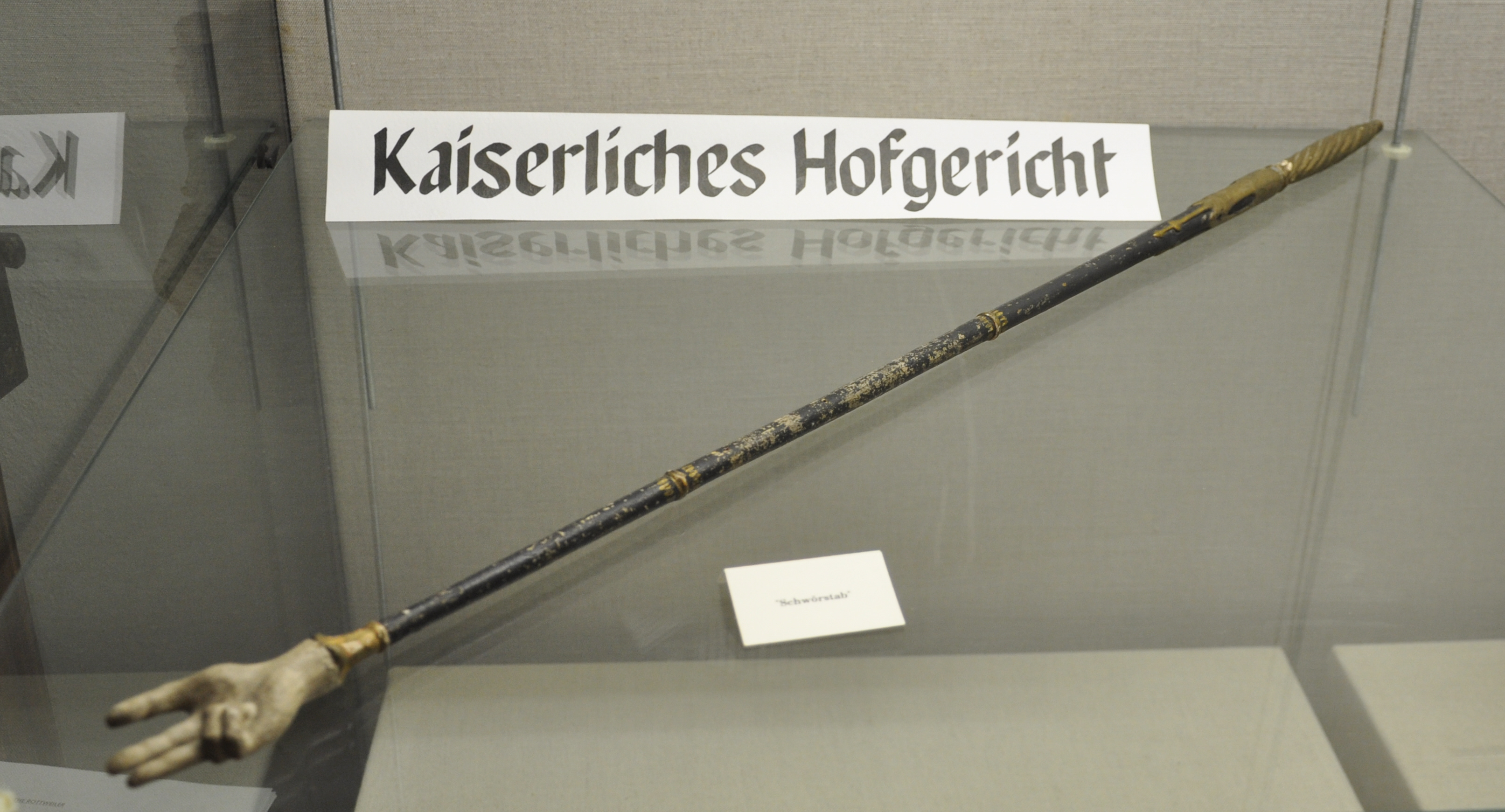
Stadtmuseum Rottweil: Schwörstab des Kaiserlichen Hofgerichts Rottweil

Rudolf V., Graf von Sulz (* 1478 in Tiengen; † 1535 in Vaduz), aus der Familie der Grafen von Sulz, war der Sohn des Alwig X. von Sulz und der Freiin Verena von Brandis, er war Landgraf im Klettgau, Graf von Vaduz, Schellenberg und Blumenegg, Reichserbhofrichter zu Rottweil, Kaiserlicher Rat, Statthalter der Vorlande und Landvogt im Elsass.

## Leben
Im Alter von 60 Jahren heiratet Graf Alwig X. von Sulz die 35 Jahre jüngere Verena von Brandis, um die Sulzer Stammlinie vor dem Aussterben zu bewahren. Der Sohn Graf Rudolf V. von Sulz trat nach dem Tod seines Vaters 1493 dessen Nachfolge an. Er heiratete am 1. Mai 1497 die Gräfin Margaretha von Waldburg-Sonnenberg (1483–1546). Sie brachte 6000 Gulden Heiratsgut in die Ehe und damit kaufte der Graf 1498 das Lehen Küssaburg (zurück). Sie stiftete gemäß der Überlieferung die Heilig-Kreuz-Kapelle, ihr Vater war der Graf (1452–1483), Eberhard II. von Waldburg-Sonnenberg, ihre Mutter war Anna von Fürstenberg, geboren 1467, beim Tod ihres Mannes (22. April 1483 in Innsbruck), mit 16 Jahren bereits Witwe. Sie heiratete 1489 Sigmund von Schwarzenberg. Margaretha hatte noch eine Schwester, Kunigunde (1482–1538) die 1494 Graf Bernhard III. von Eberstein (1459–1526) heiratete, er war von 1510 bis 1520 Präsident des Reichskammergerichts; sein Vater war Graf Wilhelm IV. von Eberstein.
Bereits 1482 kaufte Alwig X. Schloss und Stadt Tiengen vom Hochstift Konstanz. Rudolf V. erbaute nach der Zerstörung im Schweizerkrieg 1499 das Schloss Tiengen neu und machte es zu seinem Stammsitz. Kaiser Maximilian II. erhob ihn zum Kaiserlichen Rat. Erzherzog Ferdinand I. ernannte ihn zum Statthalter von Vorderösterreich. (Damit war er auch Landvogt im Elsass). 1525 brach der Bauernaufstand los, als Oberster Landesherr für Vorderösterreich war er für die Niederschlagung zuständig. Die Stadt Waldshut ließ er belagern und einnehmen, Balthasar Hubmaier wurde vertrieben und der alte Glaube wurde wieder hergestellt. Er war ein roher und gefürchteter Kriegsmann und ließ den Aufstand auf dem Rafzerfeld am 4. November 1525 mit grausamer Härte niederschlagen. Die Flüchtenden hatten sich auf die Anhöhe bei der einstigen Burg Grießen (heute Friedhof) zurückgezogen, darunter die Anführer Hans Rebmann und Klaus Wagner, die er blenden ließ. Er ließ die Bergfestung Küssaburg nach neuester Fortifikation stark ausbauen. Aufgrund der Ereignisse erhielt Rudolf den Beinamen „Der Bauernbezwinger“.
Er wurde in der Florinskapelle in Vaduz bestattet, sie wurde für den Neubau der Kathedrale St. Florin abgebrochen.

## Wirken
Rudolf besaß das Bürgerrecht und Burgrecht von Zürich und war damit den Eidgenossen verpflichtet, gleichzeitig war er Mitglied im Sankt Jörgenschild, aus dem 1488 der Schwäbische Bund hervorging. -  Er saß also zwischen zwei Stühlen. Dazu war er für Österreich tätig. Dass er in dieser Zeit seine Herrschaft bewahren konnte, ist eine beachtliche Leistung, er war daher auch ein durchaus besonnener Mann, der politisch geschickt taktierte.

## Familie
- Rudolf V. hatte einen Sohn: Johann Ludwig I. von Sulz
- Rudolf V. hatte eine Tochter:  Praxedis von Sulz ⚭ 1495 Georg I. Hohenlohe
- Rudolf V. hatte einen Bruder: Junker Wolf Hermann von Sulz